# Янский (единица измерения)
Я́нский (русское обозначение: Ян; международное: Jy) — внесистемная единица измерения спектральной плотности потока излучения, применяемая в радиоастрономии. Введена Международным Астрономическим союзом в 1970 году. Названа в честь Карла Янского, американского радиоинженера и основоположника радиоастрономии.

## Определение
1 Ян = 10−26 Вт/(м2·Гц ) (СИ) 
 1 Ян = 10−23 (эрг/с)/(см2·Гц) (СГС) 

## Кратные и дольные единицы
Часто применяют дольную единицу:  1 мЯн = 10−29 Вт/(м2·Гц) .

## Использование
В радиоастрономии под плотностью потока излучения понимают количество энергии, поступающей от источника на единичную площадку за единичный интервал времени в единичном интервале частот. Плотность потока излучения на частоте f обычно обозначается как Sf или Ff и измеряется в Ян. Зависимость Sf от частоты f называется спектром. Для раздела радиоастрономии, занимающейся исследованием непрерывного спектра источников (радиоконтинуума), измерение Sf(f) — одна из важнейших задач. Уже по общему виду спектра сразу можно судить о природе источника (тепловой или нетепловой).
Порядок величин Sf для некоторых источников: Крабовидная туманность имеет на частоте 178 МГц плотность потока 1420 Ян, радиогалактика Дева A — 970 Ян. Рекордная чувствительность измерения Sf (при наблюдениях в радиоконтинууме, то есть непрерывном спектре) в настоящее время составляет порядка 10 мкЯн. Чувствительность ~10 мЯн (в радиоконтинууме) — рядовая величина для большинства современных радиотелескопов дециметровых и сантиметровых волн.

### Полоса пропускания детектора
Важно понимать значение компоненты Гц−1 в определении единицы измерения янский. При измерении широкополосного сплошного излучения, у которого энергия практически равномерно распределена по всей пропускной полосе детектора, регистрируемый сигнал будет увеличиваться пропорционально ширине полосы детектора (в отличие от сигналов с более узкой полосой, чем у детектора). Чтобы вычислить плотности потока в янских, требуется зарегистрированную полную мощность (в ваттах) поделить на собирающую площадь антенны (в квадратных метрах), и затем разделить на ширину полосы пропускания детектора (в герцах).